# Jan Mathiasen
Jan Mathiasen (Fredericia, 9 de maio de 1957) é um velejador dinamarquês, medalhista olímpico. Ele competiu nos Jogos Olímpicos de Verão de 1988 na classe Soling e conquistou a medalha de bronze, ao lado de Jesper Bank e Steen Secher, tendo totalizado 52.7 pontos no final das sete regatas disputadas.